# Lespiteau
Lespiteau är en kommun i departementet Haute-Garonne i regionen Occitanien i södra Frankrike. Kommunen ligger i kantonen Saint-Gaudens som tillhör arrondissementet Saint-Gaudens. År 2022 hade Lespiteau 79 invånare.

## Befolkningsutveckling
Antalet invånare i kommunen Lespiteau
Referens:INSEE